# Trône (chanson)
Pour les articles homonymes, voir Trône (homonymie).
Trône est un titre du rappeur français Booba produit par Dany Synthé sorti le 30 novembre 2017 et extrait de l’album Trône. Un clip est publié le 11 avril 2018. Le titre est certifié single de platine.

## Clip vidéo
Le 11 avril 2018, Booba dévoile le clip de Trône réalisé par M+F. 
Le clip est bien reçu par la critique « Dans ce visuel réalisé d'une main de maître par Thiaspix, Fred de Pontcharra et M.F Directors  loin des codes de Chris Macari, Booba se mêle aux figurants avec authenticité. Sobre et naturel, le résident de Miami nous offre des superpositions d'images bien pensées et des variations graphiques stylisées »(Mouv’),.

## Classement
| Classements                  | Meilleure position |
| ---------------------------- | ------------------ |
| Suisse (Schweizer Hitparade) | 34                 |
| France (SNEP)                | 5                  |

## Certification
| Région | Certification | Seuil                            |
| ------ | ------------- | -------------------------------- |
| France | Platine       | 25 millions d'équivalent streams |